# Gorō Yasukawa
Gorō Yasukawa (安川 午朗), Yasukawa Gorō; né le 9 août 1965 à Iida dans la préfecture de Nagano, est un compositeur japonais.

## Biographie
Gorō Yasukawa étudie la musique à l'Université de Tokyo. Depuis 1990 il compose de la musique pour film et travaille entre autres avec des réalisateurs tels que Takashi Ishii et Atsushi Muroga en composant la musique des films Black Angel, Junk et Tokyo Girl Cop. En 2012, la musique qu'il écrit pour Yōkame no semi lui vaut d'obtenir le prix de la meilleure musique de film lors de la cérémonie des prix de l'Académie japonaise.

## Filmographie sélective
- 1997 : Black Angel (黒の天使 Vol.1, Kuro no tenshi Vol. 1?) de Takashi Ishii
- 1999 : Black Angel Vol. 2 (黒の天使 Vol.2, Kuro no tenshi Vol. 2?) de Takashi Ishii
- 2000 : Junk (JUNK 死霊狩り, Junk: Shiryō-gari?) de Atsushi Muroga
- 2003 : Moon Child (ムーンチャイルド, Mūn chairudo?) de Takahisa Zeze
- 2006 : Tokyo Girl Cop (スケバン刑事 コードネーム=麻宮サキ, Sukeban Deka: Codename = Asamiya Saki?) de Kenta Fukasaku
- 2009 : Pandémie (感染列島, Kansen rettō?) de Takahisa Zeze
- 2011 : Yōkame no semi (八日目の蝉?) d'Izuru Narushima
- 2012 : Another (アナザー, Anazā?) de Takeshi Furusawa
- 2018 : Soratobu taiya (空飛ぶタイヤ?) de Katsuhide Motoki
- 2018 : The Blood of Wolves (孤狼の血, Korō no chi?) de Kazuya Shiraishi
- 2020 : Hokusai de Hajime Hashimoto (ja)